# Verbascum dumulosum
Verbascum dumulosum är en flenörtsväxtart som beskrevs av John Jefferson Davis och Hub.-mor.. Verbascum dumulosum ingår i släktet kungsljus, och familjen flenörtsväxter. Inga underarter finns listade i Catalogue of Life.